# Théorème de Kelvin
Le théorème de Kelvin énonce que la circulation du champ de vitesse le long d'un contour matériel fermé est nulle pour un fluide barotrope. Il a été énoncé par Kelvin en  1868.
Ce théorème est fondamental pour l'étude des mécanismes de turbulence.

## Définitions
Soit C (t) un contour fermé dans un écoulement. La circulation sur C est l'intégrale sur C de la composante de la vitesse tangente à C. Soit en notant l un vecteur unitaire tangent
{\displaystyle \Gamma =\oint _{C}\mathbf {V} \cdot \mathrm {d} \mathbf {l} }
La vorticité {\displaystyle {\boldsymbol {\omega }}} = (ω1, ω2, ω3) définie par le rotationnel de la vitesse {\displaystyle \scriptstyle {\boldsymbol {\omega }}~=~\nabla \times \mathbf {V} } est reliée la circulation par le théorème du rotationnel
{\displaystyle \Gamma =\int _{S}{\boldsymbol {\omega }}\cdot \mathrm {d} S}
où S est une surface s'appuyant sur C.
Une ligne de vorticité définie par le vecteur k= (k1, k2, k3) en tout point est définie comme tangente à la vorticité
{\displaystyle {\frac {\mathrm {d} k_{1}}{\mathrm {d} \omega _{1}}}={\frac {\mathrm {d} k_{2}}{\mathrm {d} \omega _{2}}}={\frac {\mathrm {d} k_{3}}{\mathrm {d} \omega _{3}}}}.
Un tube de vorticité est défini par l'ensemble des lignes de vorticité appuyées sur C. Par définition ce tube respecte la conservation du flux de vorticité.

## Théorème de Kelvin
Dans ce qui suit on suppose le milieu décrit par les équations d'Euler en incompressible avec une force extérieure g. La masse volumique ρ n'est pas nécessairement constante.
La dérivation de l'équation de circulation donne, en utilisant l'équation de conservation de la quantité de mouvement
{\displaystyle {\begin{array}{lcl}{\frac {\mathrm {d} \Gamma }{\mathrm {d} t}}&=&\oint _{C}{\frac {\mathrm {d} \mathbf {V} }{\mathrm {d} t}}\cdot \mathrm {d} \mathbf {l} +\oint _{C}\mathbf {V} \cdot {\frac {\mathrm {d} }{\mathrm {d} t}}(\mathrm {d} \mathbf {l} )\\[0.6em]&=&\oint _{C}\left(-{\frac {1}{\rho }}\nabla p\right)\cdot \mathrm {d} \mathbf {l} +\underbrace {\oint _{C}\mathbf {g} \cdot \mathrm {d} \mathbf {l} } _{=~0}+\underbrace {\oint _{C}\nabla \left({\frac {V^{2}}{2}}\right)\cdot \mathrm {d} \mathbf {l} } _{=~0}\\[0.6em]&=&-\oint _{C}{\frac {\mathrm {d} p}{\rho }}\end{array}}}
Deux des termes qui apparaissent sont nuls parce que l'on intègre sur une courbe fermée. Le terme restant appelé terme barocline est nul si la masse volumique est constante.
Dans le cas général ce terme peut être écrit différemment en utilisant le théorème du rotationnel
{\displaystyle -\oint _{C}{\frac {\mathrm {d} p}{\rho }}=\int _{S}\Pi \cdot \mathrm {d} S}
où Π est le vecteur barocline
{\displaystyle \mathbf {\Pi } =-\nabla \left({\frac {1}{\rho }}\right)\times \nabla p}
Ce terme est nul lorsque surface isobares et isopycnes sont confondues.